# توميسلاف دوفنجاك
توميسلاف دوفنجاك (مواليد 5 فبراير 2003) هو لاعب كرة قدم كرواتي يلعب في مركز الوسط في نادي دينامو زغرب.

## روابط خارجية
- توميسلاف دوفنجاك على موقع الاتحاد الأوربي (الإنجليزية)
- توميسلاف دوفنجاك على موقع اتحاد كرواتيا (الكرواتية)
- توميسلاف دوفنجاك على موقع قاعدة بيانات كرة القدم.إي يو (الإنجليزية)
- توميسلاف دوفنجاك على موقع Soccerway.com (الإنجليزية)